# Area praeoptica medialis
De area praeoptica medialis is een deel van de hersenen dat invloed heeft op seksueel en ouderlijk gedrag. Het ligt naast de hypothalamus en boven de pijnappelklier.